# Jafar Panahi

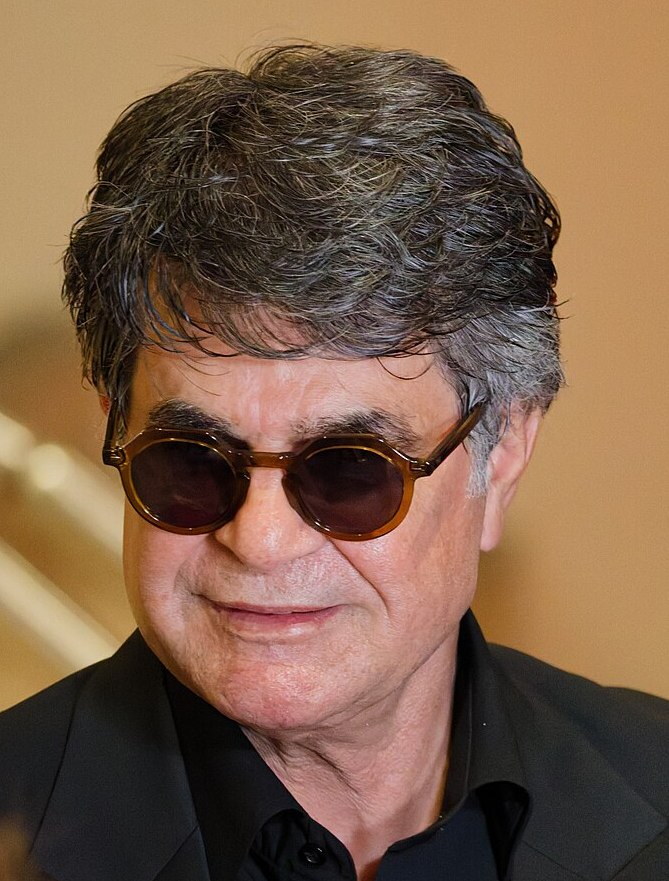
Jafar Panahi (2025)

Jafar Panahi (anhörenⓘ persisch جعفر پناهی Dschaʿfar Panahi, DMG Ǧaʿfar Panāhī; * 11. Juli 1960 in Mianeh, Provinz Ost-Aserbaidschan) ist ein iranischer Filmregisseur. Seit Ende der 1980er-Jahre hat er über 20 Lang- und Kurzfilme inszeniert. In seinen Werken setzt er sich wiederholt kritisch mit Politik und Gesellschaft in der Islamischen Republik auseinander, weshalb er in seinem Heimatland inhaftiert und mit einem Berufsverbot belegt wurde. Mit Der Kreis (Goldener Löwe in Venedig, 2000), Taxi Teheran (Goldener Bär in Berlin, 2015) und It Was Just an Accident (Goldene Palme in Cannes, 2025) gelang es ihm die Hauptpreise der drei bedeutendsten europäischen Filmfestivals zu gewinnen.
Im Jahr 2010 wurde Panahi wegen „Propaganda gegen das Regime“ zu einer sechsjährigen Haftstrafe und einem 20-jährigen Berufsverbot verurteilt; die Haftstrafe trat er im Juli 2022 im Evin-Gefängnis in Teheran an. Nachdem er in den Hungerstreik getreten war, wurde er kurz darauf im Februar 2023 auf Kaution freigelassen.

## Leben
Panahi studierte in den 1980er Jahren in Teheran Film- und Fernsehregie.
Er unterstützte bei den umstrittenen iranischen Präsidentschaftswahlen 2009 die Oppositionsbewegung Grüne Bewegung von Mir Hossein Mussawi gegen den Präsidenten Mahmud Ahmadineschād. Bereits im Sommer 2009 war er nach einer Gedenkveranstaltung für Neda Agha-Soltan kurzzeitig inhaftiert worden.
Im Februar 2010 sollte Panahi als Ehrengast der 60. Berlinale im Rahmen des World Cinema Fund Day an einer Diskussion zum Thema „Iranisches Kino: Gegenwart und Zukunft, Erwartungen innerhalb und außerhalb des Landes“ teilnehmen. Die Ausreise aus seinem Heimatland wurde Panahi jedoch verwehrt. Er war zuvor in Nader Davoodis kritischem Dokumentarfilm Red, White & The Green aufgetreten, der in der Berlinale-Reihe Panorama Dokumente gezeigt wurde und die Hoffnung der iranischen Intellektuellen, Jugend und Frauen auf einen politischen Wechsel deutlich macht.
Nach Angaben Oppositioneller wurde Panahi zusammen mit seiner Frau, seiner Tochter und weiteren Dissidenten am 1. März 2010 in seinem Haus von der iranischen Polizei festgenommen. Ebenfalls festgenommen wurde Mohammad Rasulof, mit dem er wiederholt zusammengearbeitet hatte. Panahi wurde zunächst ohne Anklage in das Evin-Gefängnis gebracht, wo er knapp drei Monate lang inhaftiert blieb. Er trat in den Hungerstreik, unter anderem, weil er einen eigenen Anwalt forderte. Zahlreiche internationale Prominente wie Michael Moore, Steven Spielberg, Robert Redford, Abbas Kiarostami setzten sich für seine Freilassung ein. Panahi kam am 25. Mai 2010 gegen Zahlung einer Kaution von 200.000 US-Dollar stark abgemagert bis zum Beginn des Strafprozesses frei.
Der Prozess fand am 20. Dezember 2010 statt. Panahi wurde dabei zu 6 Jahren Gefängnis verurteilt; gleichzeitig erhielt er ein Berufsverbot von 20 Jahren, darf keine Interviews geben oder ins Ausland reisen. Gemäß seiner Anwältin muss Panahi wegen „Propaganda gegen das System“ ins Gefängnis. Konkret wird ihm vorgeworfen, er habe einen regimekritischen Film über die Wahlen und die anschließenden Ausschreitungen vorbereiten wollen. Im Oktober 2011 bestätigte ein iranisches Berufungsgericht sowohl die sechsjährige Haftstrafe als auch das zwanzigjährige Berufs- und Reiseverbot gegen Panahi. Anfang März 2012 erklärte der Botschafter Irans in Deutschland, Ali Reza Sheikh Attar, dass Panahi zu diesem Zeitpunkt in zweiter Instanz vor Gericht stehe.
Mitte Juli 2022 wurde bekannt, dass Panahi die bereits Ende 2010 verhängte sechsjährige Haftstrafe im Evin-Gefängnis antreten musste. Der Filmemacher war eine Woche zuvor in Teheran festgenommen worden. Kurz zuvor waren seine Kollegen Mohammad Rasulof und Mostafa Aleahmad wegen eines Aufrufs gegen Gewalt in Gewahrsam genommen worden. Sie sollen die öffentliche Ordnung gefährdet und dabei auch mit Regimegegnern zusammengearbeitet haben. Hintergrund war der Einsturz einer Einkaufspassage in der südwestiranischen Stadt Abadan mit mehr als 40 Todesopfern im Mai 2022. Die folgenden Proteste waren von Polizei und Sicherheitskräften gewaltsam unterdrückt worden. Daraufhin hatten mehr als 70 Personen aus der iranischen Filmindustrie mit dem Hashtag „#Put your gun down“ (dt.: „Legt eure Waffe nieder“) ein Ende der Polizeigewalt gefordert, wobei als Initiatoren der Aktion Rasulof und Aleahmad genannt wurden. Panahi hatte sich nach der Festnahme seiner beiden Kollegen mit ihnen nach eigenen Angaben zusammen mit mehreren Hundert Filmschaffenden im Internet solidarisiert.
Anfang Februar 2023 kam Panahi nach etwa sieben Monaten Haft aus dem berüchtigten Evin-Gefängnis in Teheran auf Kaution frei. Zuvor hatte er einen Hungerstreik angetreten.

## Wirken

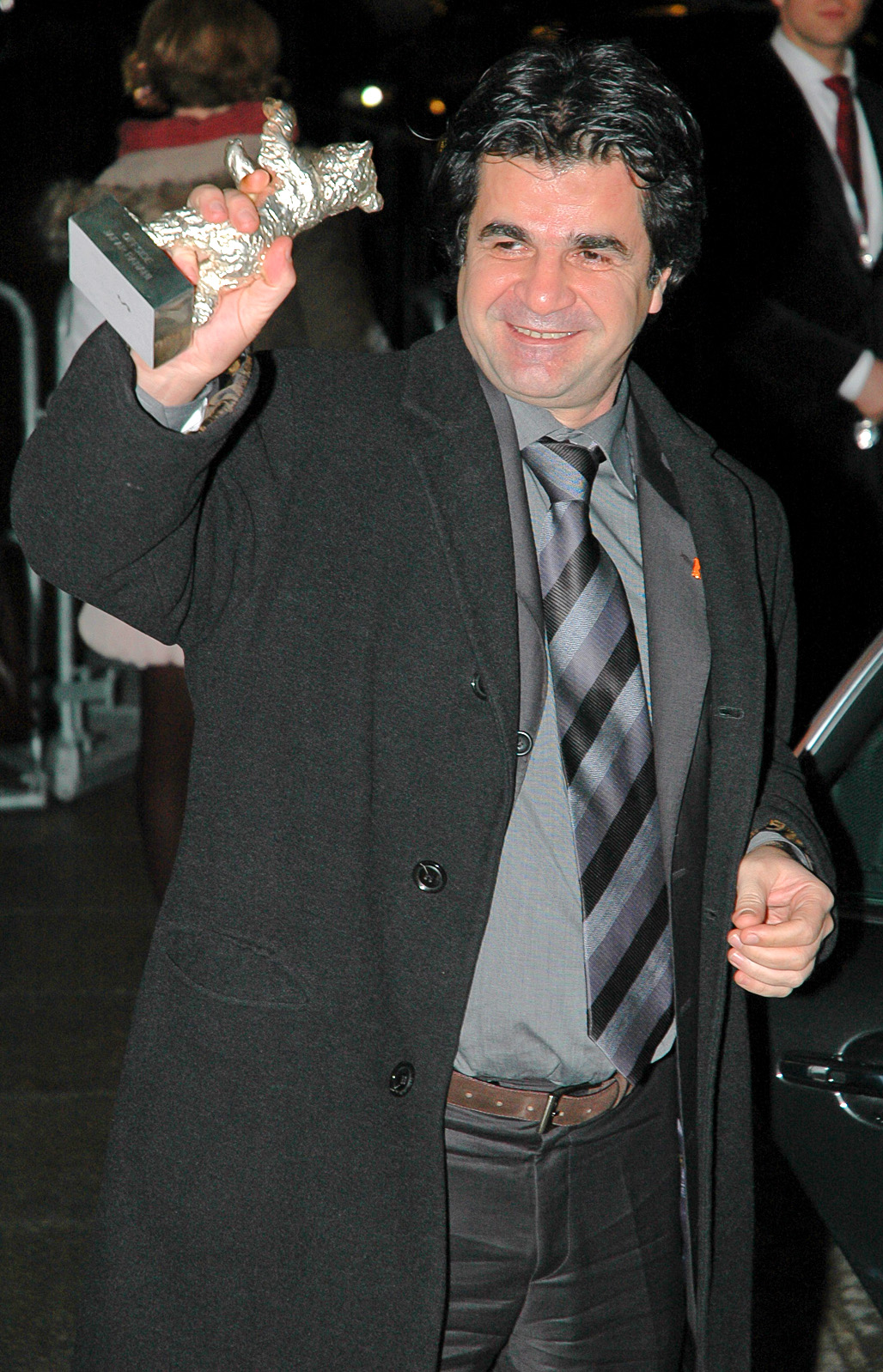
Panahi mit dem Silbernen Bären für Offside (2006)

Jafar Panahi ist einer der wichtigsten unabhängigen Filmemacher im Iran. Nach einigen Fernseharbeiten und Kurzfilmen war er Assistent von Abbas Kiarostami, wie bei dem mehrfach ausgezeichneten Film Quer durch den Olivenhain (1994). Sein Debütfilm Der weiße Ballon wurde 1995 bei den Internationalen Filmfestspielen von Cannes mit der Goldenen Kamera ausgezeichnet. Sein nächster Film Der Spiegel gewann 1997 beim Locarno Film Festival den Goldenen Leopard. Der größte Erfolg war für ihn der Gewinn des Goldenen Löwen bei den Internationalen Filmfestspielen von Venedig 2000 mit dem Film Der Kreis. Der Film wurde jedoch vom iranischen Regime verboten und nicht im Iran gezeigt. 2003 erhielt Crimson Gold – Blutrotes Gold den Hauptpreis auf der Semana Internacional de Cine de Valladolid und den Goldenen Prometheus beim Tbilisi International Film Festival 2004. Sein Film Offside erlebte auf der Berlinale 2006 am 17. Februar 2006 seine Welturaufführung und gewann einen Silbernen Bären.
Panahi hatte in Abwesenheit seinen Platz in der Wettbewerbsjury bei den 61. Internationalen Filmfestspielen von Berlin behalten. Das Festival setzte damit das Zeichen, Panahis Freiheitskampf zu unterstützen. Außerdem sollte er mit Filmvorführungen und Diskussionen unterstützt werden. In mehreren Sektionen wurde jeweils ein Film von ihm gezeigt. Aus Solidarität mit Jafar Panahi, der vom religiösen Regime des Iran an der Ausreise zur Berlinale 2011 gehindert wurde, erschien Die Tageszeitung (taz) am 11. Februar 2011 in grüner Farbe, der Farbe der iranischen Oppositionsbewegung. Bis zum Ende der Berlinale hatte Festival-Direktor Dieter Kosslick daran geglaubt, Panahi würde am Ende noch auf seinem Juryplatz sitzen. Die Preisverleihung musste dennoch ohne ihn stattfinden. Die starke Solidarität Kosslicks führte daher zu einer weltweiten Berichterstattung des Falles Panahis.
Anfang Mai 2011 gab die Festivalleitung der Filmfestspiele von Cannes die Uraufführung von Jafar Panahis und Mojtaba Mirtahmasbs Dies ist kein Film (englischsprachiger Titel: This Is Not a Film) bekannt. Der 75-minütige Dokumentarfilm zeigt einen Tag im Leben Panahis, während er über Monate auf seine Verurteilung warten musste.
Panahis Film Pardé lief im Wettbewerb der Berlinale 2013.
In Taxi Teheran spielt er selbst einen Taxifahrer, der durch die Straßen Teherans fährt. Die Kamera ist unauffällig am Armaturenbrett des Autos befestigt und wird in einzelnen Szenen sichtlich von Panahi geschwenkt. Taxi Teheran war im Wettbewerb der 65. Berlinale vertreten und gewann dort den Goldenen Bären. Panahi ließ den Film nach Berlin schmuggeln.
Auch Drei Gesichter/Se Rokh aus dem Jahr 2018 spielt zu großen Teilen im Auto. Wieder inszeniert Panahi sich selbst als Fahrer: Er begleitet die im Iran berühmte Schauspielerin Behnaz Jafari (auch sie spielt sich selbst) in ein Dorf im Nordwestiran. Von dort hat Jafari das scheinbar echte Selbstmordvideo einer jungen Frau zugespielt bekommen. Das Duo macht sich auf den Weg, um herauszufinden, was wirklich passiert ist. Der zwischen Spielfilm und Doku changierende Film gewann 2018 beim Filmfestival in Cannes den Preis für das beste Drehbuch.
Kurze Zeit später erhielt Panahi für das Liebesdrama No Bears (2022) seine zweite Einladung in den Wettbewerb der Filmfestspiele von Venedig. Dort wurde das Werk mit dem Spezialpreis der Jury ausgezeichnet.

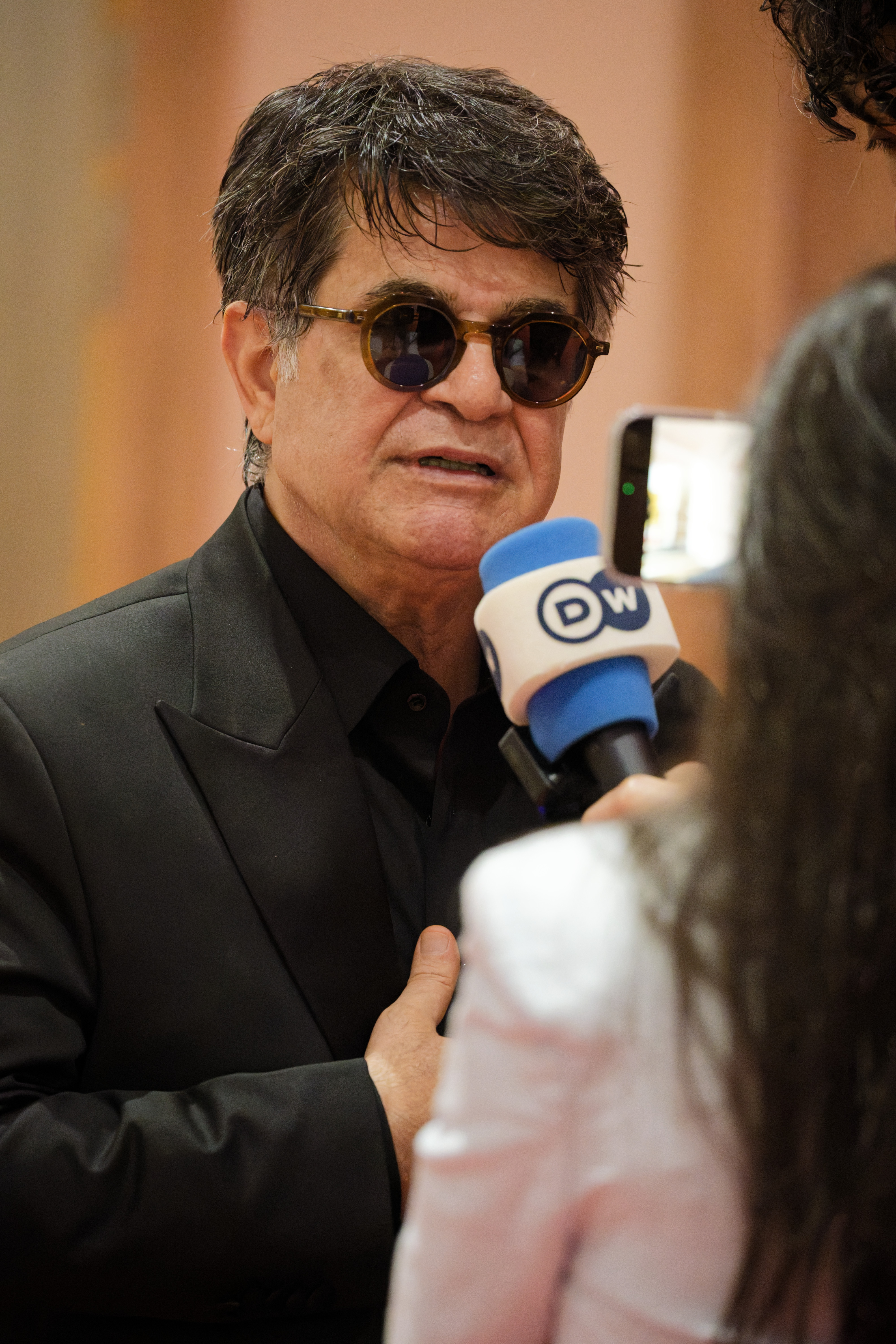
Panahi nach der Preisverleihung in Cannes (2025)

Im Jahr 2025 gewann er für seinen Spielfilm It Was Just an Accident (Un simple accident/Ein einfacher Unfall) die Goldene Palme des 78. Filmfestivals von Cannes. Damit reihte sich Panahi neben Henri-Georges Clouzot, Michelangelo Antonioni und Robert Altman in die Reihe der Regisseure ein, die die Hauptpreise der drei wichtigsten europäischen Filmfestivals gewonnen haben.

## Filmografie
- 1988: Yarali Bashlar (Kurzdokumentarfilm)
- 1991: Kish (Dokumentarfilm)
- 1992: Doust (Kurzfilm)
- 1994: Quer durch den Olivenhain (Zire Darakhatan Zeyton,  Regieassistenz)
- 1995: Der weiße Ballon (Badkonake Sefid)
- 1997: Ardekoul (Kurzdokumentarfilm)
- 1997: Der Spiegel (Ayneh)
- 2000: Der Kreis (Dayereh)
- 2003: Crimson Gold (Talaye Sorkh)
- 2006: Offside
- 2010: Das Akkordeon (Ākordeon, Kurzfilm)
- 2011: Dies ist kein Film (In film nist)[46]
- 2013: Pardé
- 2015: Taxi Teheran (Taxi)
- 2018: Drei Gesichter (Se Rokh)
- 2022: Keine Bären (Khers nist)
- 2025: It Was Just an Accident

## Auszeichnungen
- 1995: Goldene Kamera der Filmfestspiele von Cannes für den Spielfilm Der weiße Ballon[47]
- 2000: Goldener Löwe der Filmfestspiele von Venedig für den Spielfilm Der Kreis[48]
- 2012: Sacharow-Preis für geistige Freiheit des Europäischen Parlamentes[49], gemeinsam mit der iranischen Rechtsanwältin und Menschenrechtsaktivistin Nasrin Sotudeh
- 2013: National Society of Film Critics Award als bester Experimentalfilm für Dies ist kein Film
- 2013: Silberner Bär für das beste Drehbuch, gemeinsam mit Kambuzia Partovi für Pardé[50]
- 2015: Goldener Bär für Taxi Teheran[51]
- 2015: Preis für die Freiheit und Zukunft der Medien der Medienstiftung der Sparkasse Leipzig
- 2018: Douglas Sirk Preis[52]
- 2019: Spezialpreis der Jury der Filmfestspiele von Venedig für den Spielfilm No Bears[53]
- 2025: Goldene Palme für It Was Just an Accident[54]